# Fritz Stein (Musikwissenschaftler)

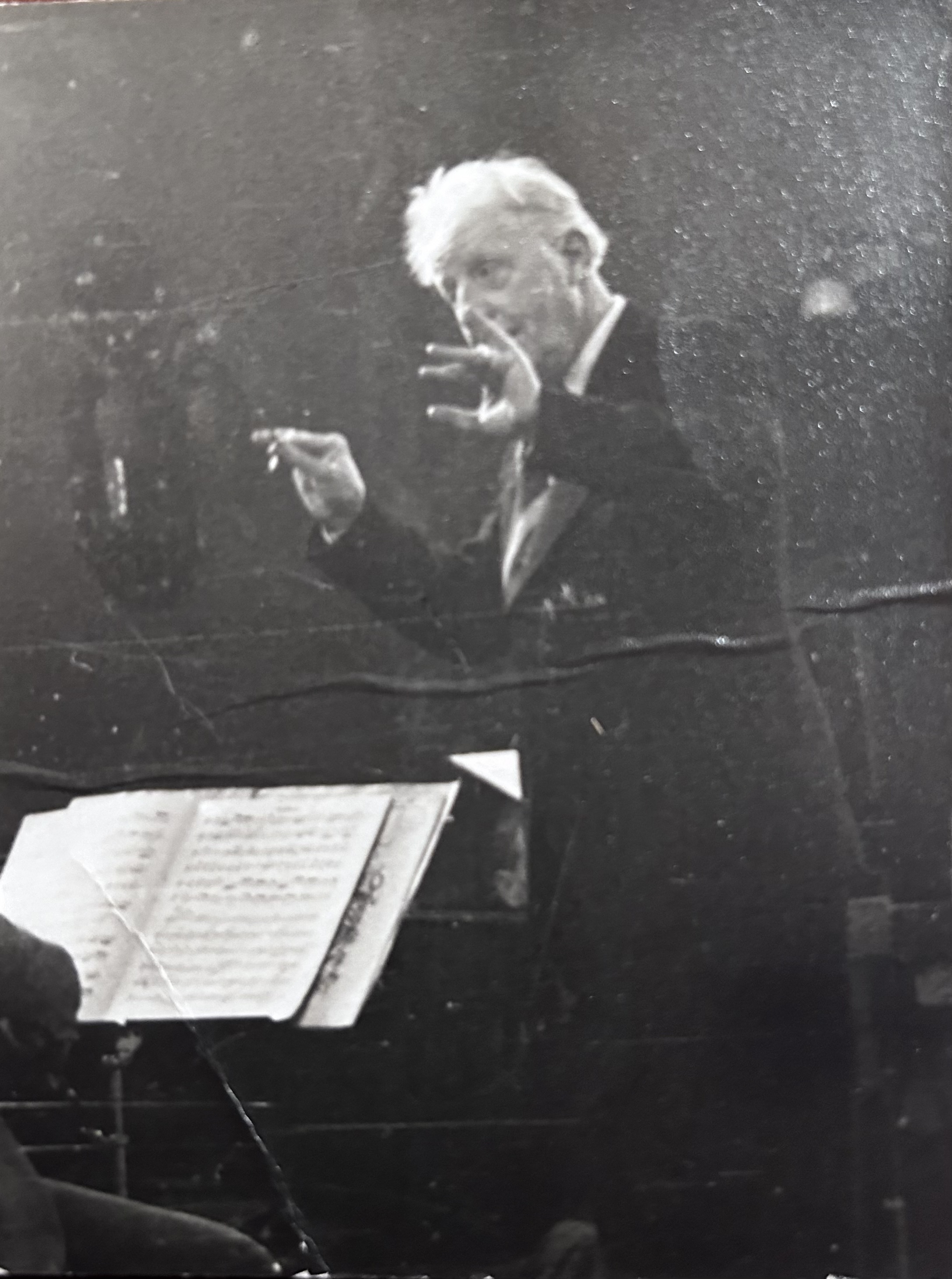
Fritz Stein am Dirigieren

Fritz Stein (* 17. Dezember 1879 in Gerlachsheim; † 14. November 1961 in Berlin) war ein Theologe, Dirigent, Musikwissenschaftler, Hofkapellmeister und Kirchenmusiker. In der Zeit des Nationalsozialismus hatte er eine führende Position in der Reichsmusikkammer und war maßgeblich an der Gleichschaltung des Musikwesens beteiligt.

## Leben
Friedrich Wilhelm Stein war der Sohn eines Lehrers an der Taubstummenanstalt im Kloster Gerlachsheim und zog 1891 mit der verwitweten Mutter nach Heidelberg. Er studierte zunächst in Heidelberg und Berlin Theologie und legte 1902 in Karlsruhe das theologische Staatsexamen ab. Anschließend begann er ein musikwissenschaftliches Studium bei Arthur Nikisch und Hans Sitt. Ab Herbst 1906 war er Musikdirektor des akademischen Konzerts, Organist und Direktor des akademischen Gesangvereins in Jena. Dort entdeckte er 1909 oder 1910 in einem Archiv die Partitur der Jenaer Sinfonie von Friedrich Witt, die er dem jungen Beethoven zuschrieb und bei Breitkopf & Härtel herausgab.
1910 wurde er mit einer musikgeschichtlichen Dissertation in Heidelberg zum Dr. phil. promoviert. 1914 wurde er als Nachfolger Max Regers zum Meininger Hofkapellmeister ernannt. Als Teilnehmer am Ersten Weltkrieg leitete er in Laon einen Soldatenchor.
1913 wurde er außerordentlicher Professor in Jena. 1919 wurde er außerordentlicher Professor und 1928 Ordinarius für Musikwissenschaft in Kiel, wo er bis 1923 zusätzlich Organist an der Nikolaikirche war und von 1925 bis 1933 die Position des Generalmusikdirektors übernahm. Als Mitglied im Allgemeinen Deutschen Musik-Verein, der Deutschen Musikgesellschaft, der Neuen Bachgesellschaft und der Händelgesellschaft, sowie als Herausgeber und als Organisator mehrerer Musikfeste genoss er in Fachkreisen einen guten Ruf. So war er 1928 eine der führenden Persönlichkeiten in der „Arbeitsgemeinschaft für das Deutsche Chorwesen“, zu dem sich der Deutsche Sängerbund, der Deutsche Arbeiter-Sängerbund (DAS) und der Reichsverband der gemischten Chöre Deutschlands zusammengeschlossen hatten.
1932 trat er dem völkisch gesinnten, antisemitischen Kampfbund für deutsche Kultur bei. Nach der „Machtergreifung“ der Nationalsozialisten wurde er durch die Empfehlung von Wilhelm Furtwängler Direktor der Staatlichen Musikhochschule Berlin. Als Bedingung für die Annahme des Postens hatte er die fristlose Entlassung von jüdischen Musikern wie Emanuel Feuermann gefordert. Weitere Forderung zum „künstlerischen Neuaufbau“ waren die fristlosen Entlassungen von Leonid Kreutzer und Ersatz durch Carl Adolf Martienssen.
Innerhalb des Kampfbunds für Deutsche Kultur wurde Stein im Juli 1933 Reichsleiter der Fachgruppe Musik, sowie Referent für Kirchenmusik und Chorwesen. Bereits 1933 war er Präsidialrat der Reichsmusikkammer.
Im Mai 1933 war Stein als Leiter der „Interessengemeinschaft für das deutsche Chorgesangswesen“ mitverantwortlich für die Gleichschaltung aller Chöre, insbesondere der Arbeiterchöre unter einem Dachverband.
Am 30. Juli 1933 bat Stein um eine beschleunigte Aufnahme in die NSDAP: „Ich kann ehrenwörtlich versichern, daß ich mit dem Herzen seit vielen Jahren der herrlichen Bewegung Adolf Hitlers zugetan war“. Erst zum 1. März 1940 trat er der Partei bei (Mitgliedsnummer 7.547.647). Ab 1934 war er Leiter des Amtes für Chorwesen und Volksmusik der Reichsmusikkammer. Joseph Goebbels ernannte ihn am 15. November 1935 zum Mitglied des Reichskultursenats.
1936 war er der Bearbeiter eines Festoratoriums nach Georg Friedrich Händel, das er „durch Tilgung von Formulierungen wie ‚Jehova‘ oder „Auf Zions heiligem Berg“ für politische Feiern des NS-Staates dienstbar machte“.
1939 dirigierte er am Vorabend zum 50. Geburtstag von Adolf Hitler den Chor der Leibstandarte SS Adolf Hitler. Im Dezember desselben Jahres verlieh ihm Adolf Hitler anlässlich seines 60. Geburtstages die Goethe-Medaille für Kunst und Wissenschaft. Nach dem Beginn des Zweiten Weltkriegs wurde die Abteilung Chorwesen der Reichsmusikkammer geschlossen. 1940 stellte Stein zusammen mit Ernst-Lothar von Knorr ein Chorliederbuch für die Wehrmacht zusammen, das in der Edition Peters herausgegeben und nach Kriegsende in der Sowjetischen Besatzungszone auf die Liste der auszusondernden Literatur gesetzt wurde. Ebenfalls ab 1940 war er federführend beteiligt an der Vertreibung der Cembalistin Eta Harich-Schneider unter anderem aus ihrer Professur an der Berliner Musikhochschule. Auf Grund einer öffentlichen Lobrede auf die jüdische Cembalistin Wanda Landowska anlässlich der Eröffnung der neu eingerichteten Berliner Cembalo-Schule erhielt er einen belastenden Aktenvermerk, und seine Vergabe eines Stipendiums an einen jüdischen Musiker wurde ebenfalls negativ registriert. In der Endphase des Zweiten Weltkriegs wurde Stein im März 1945 Leiter des Staatlichen Instituts für deutsche Musikforschung.
Nach dem Ende des Zweiten Weltkriegs verlor er seine Ämter und wirkte „freischaffend“, unter anderem für Christian Science. Später wurde er Präsident des Verbands für evangelische Kirchenmusik.

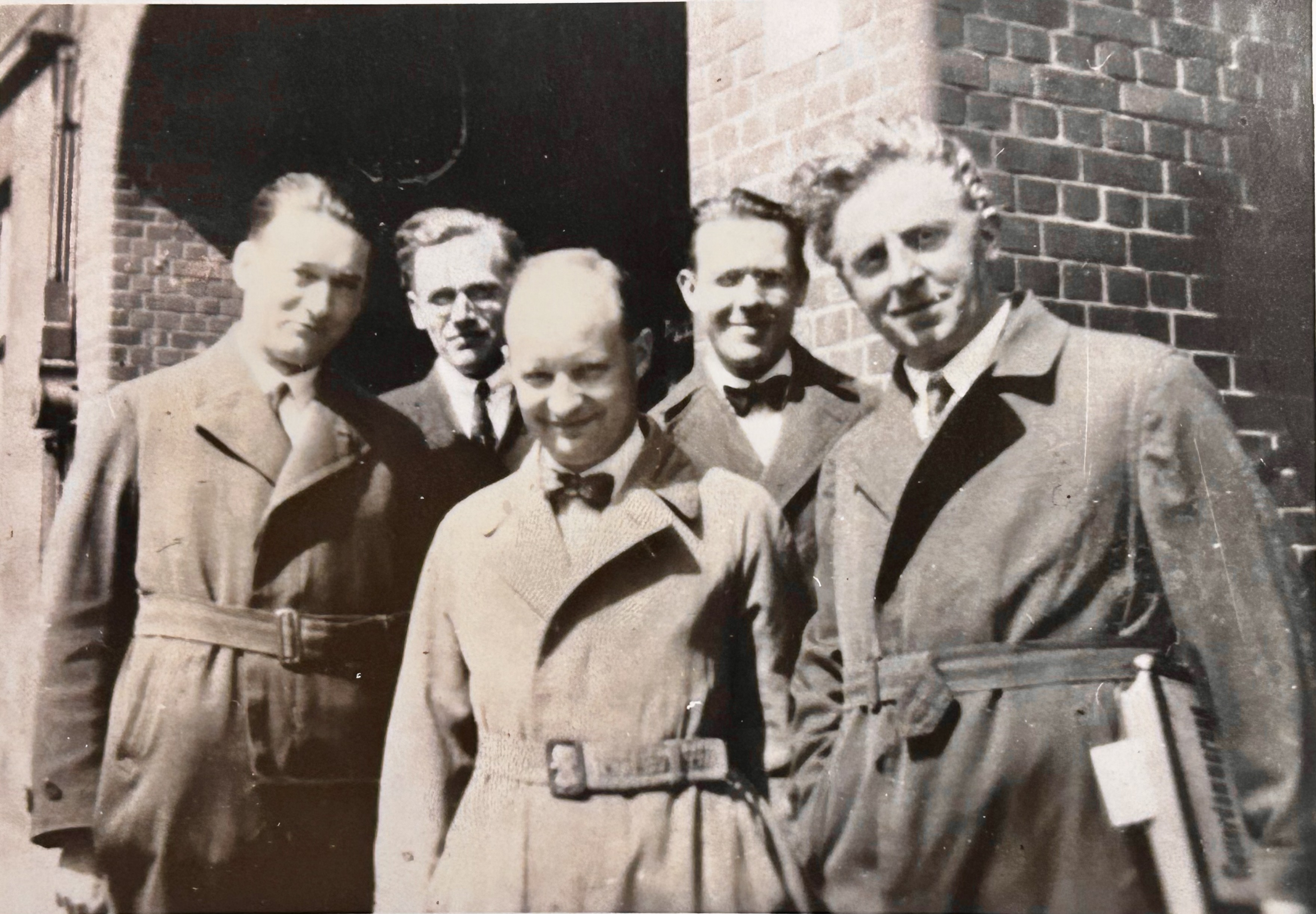
Fritz Stein mit Paul Hindemith

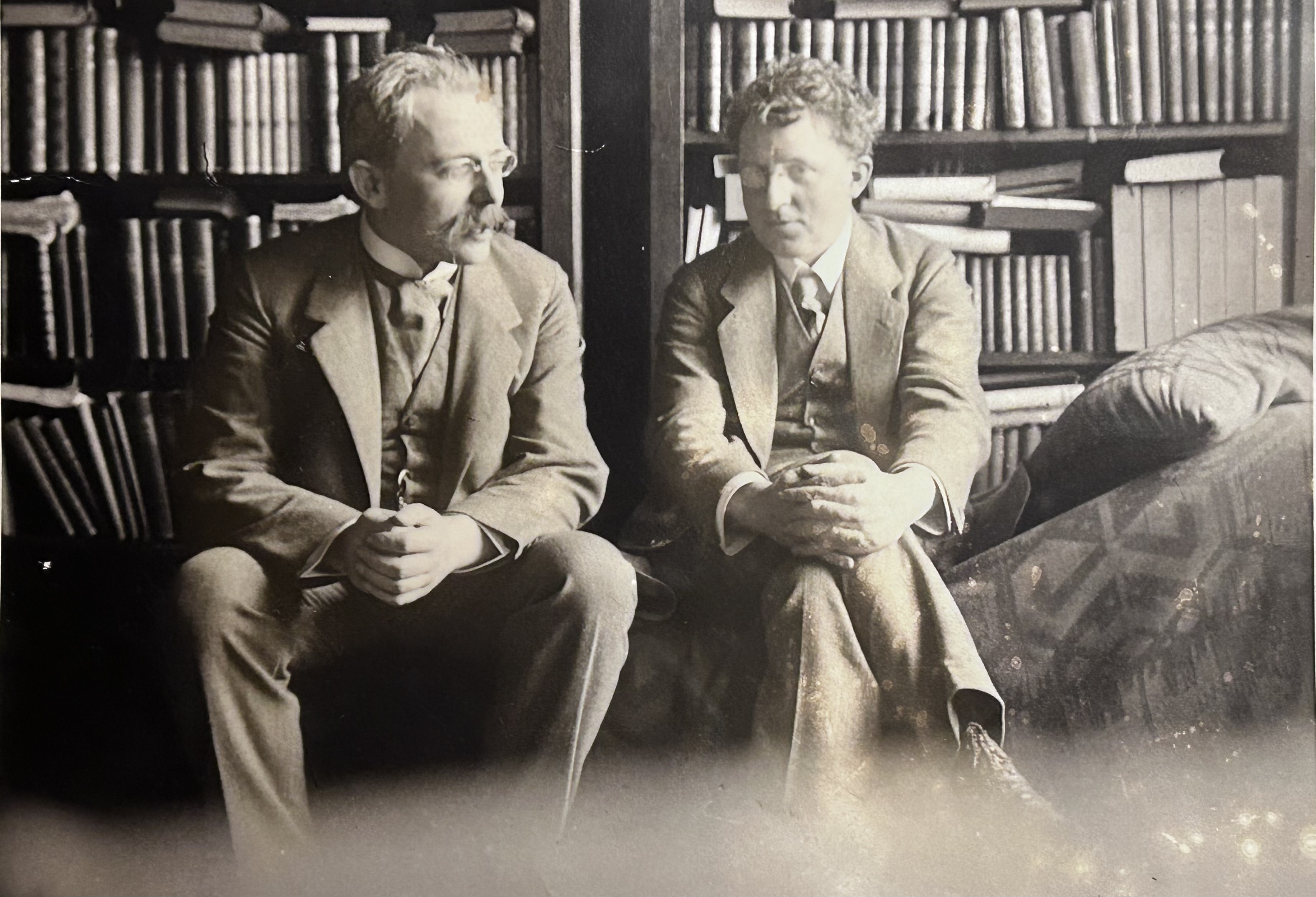
Fritz Stein und Karl Straube

Fritz Stein pflegte enge Beziehungen zu einer Reihe bedeutender Persönlichkeiten der Musik- und Wissenschaftswelt. Zu seinen engsten Freunden zählten Karl Straube, Walter Gieseking, Arthur Schnabel, Wilhelm Backhaus, Eduard Erdmann, Arnold Schönberg, und Edwin Fischer. Darüber hinaus verband ihn eine tiefe Verbundenheit mit Wilhelm Furtwängler, Paul Hindemith, Sergiu Celibidache, Albert Schweitzer und Max Planck.
Seine Ehefrau Margarete Stein-Czerny veröffentlichte 1936 ihre Reger-Erinnerungen Stunden mit Max Reger, die 1955 im Verlag Ed. Bote & G. Bock, Berlin, wiederaufgelegt worden sind. Ihr Vater Vincenz Czerny, war ein bedeutender Pionier auf dem Gebiet der Chirurgie und Onkologie und ihre Mutter, Luise Kußmaul, die Tochter von Adolf Kußmaul, einer maßgebenden Persönlichkeit in der medizinischen Entwicklung des 19. Jahrhunderts.
Max Reger war der Taufpate von Margarete und Fritz Steins Sohn Max Martin Stein (1911–2001), der als Pianist in Düsseldorf Hochschullehrer wurde. Die Tochter Hedwig (1907–1983), ebenfalls ein Patenkind Regers, heiratete den englisch-russischen Pianisten Iso Elinson. Fritz Stein schrieb eine umfassende Biografie über Reger sowie ein thematisches Werkverzeichnis (Breitkopf & Härtel, 1953).

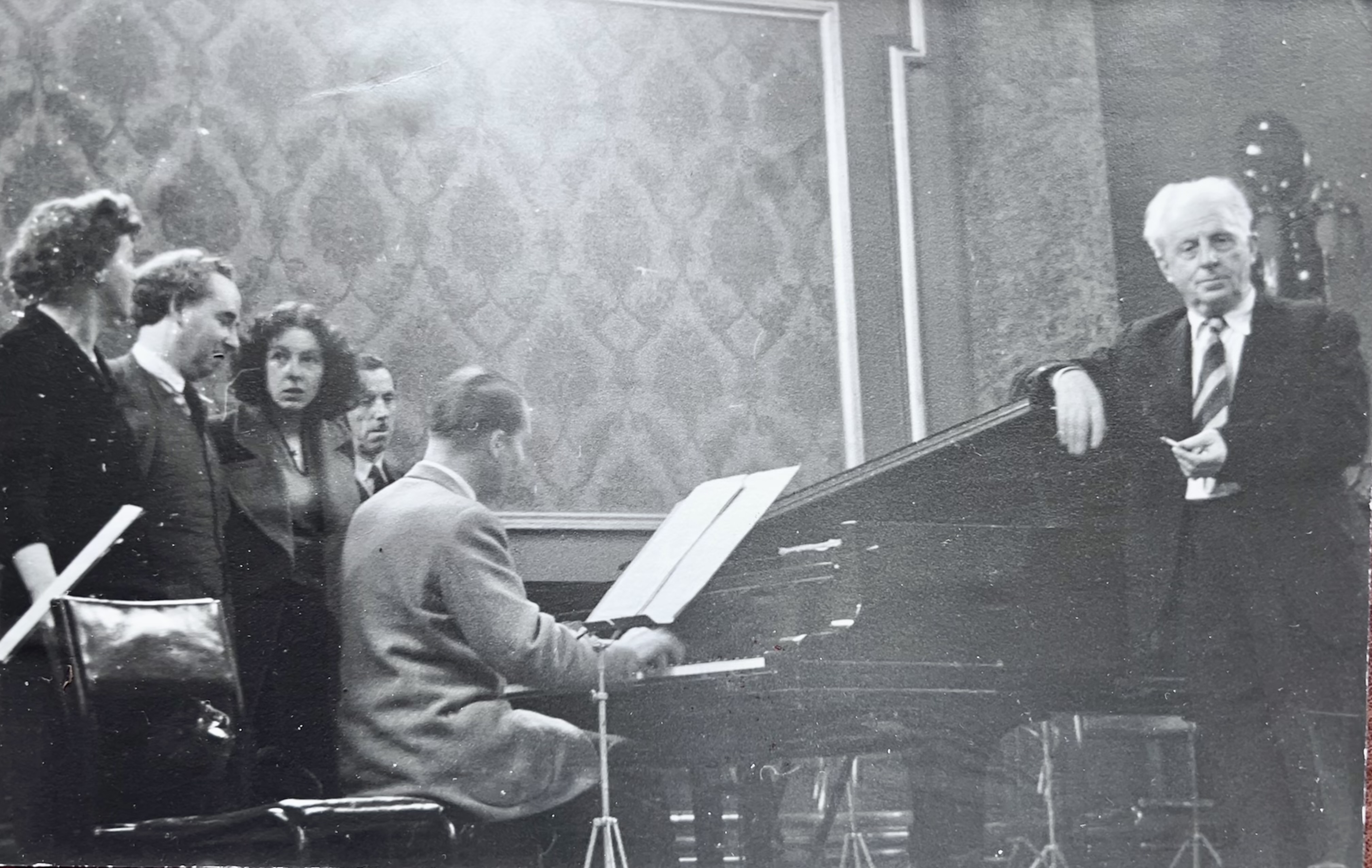
Fritz Stein mit Sohn Max Martin am Klavier und Tochter Hedwig und Schwiegersohn Iso Elinson

Sein Schwager Frank Bennedik und sein Schwippschwager Bernhard Bennedik waren Musikpädagogen.

## Festschriften
- Hans Hoffmann; Franz Rühlmann; Käte von Pein: Festschrift, Fritz Stein zum 60. Geburtstag, Braunschweig, H. Litolff, 1939.
- Max Hinrichsen: Festgabe für Fritz Stein, zur Vollendung seines 80. Lebensjahres am 17. Dezember 1959, Bonn : Max-Reger-Institut, 1959.